# آلکساندریا (کنتاکی)
آلکساندریا (به انگلیسی: Alexandria) شهری در ایالت کنتاکی کشور ایالات متحده آمریکا است که جمعیت آن در سرشماری سال ۲۰۱۰ میلادی، ۸٬۴۷۷ نفر بوده‌است.